# Howellidae
Howellidae (Zaagbaarzen) zijn een familie van straalvinnige vissen uit de orde van Baarsachtigen (Perciformes).